# ودوموستی
ودوموستی (روسی: Ведомости؛ IPA: [ˈvʲedəməsʲtʲɪ]) یک روزنامهٔ تجاری روسی‌زبان است که در مسکو منتشر می‌شود.
این روزنامه پیش‌تر یک سرمایه‌گذاری مشترک میان داو جونز، فایننشیال تایمز و ناشران تایمز مسکو بود. فایننشیال تایمز و وال‌استریت جورنال سهام خود را در سال ۲۰۱۵، پیش از قانون جدید مالکیت رسانه‌ها که شرکت‌های خارجی را از تملک بیش از ۲۰ درصد سهام شرکت‌های رسانه‌ای روسی منع می‌کرد و در سال ۲۰۱۶ اجرایی شد، به فروش رساندند. سانوما نیز سهام خود را در سال ۲۰۱۵ به فروش رساند. این روزنامه اکنون متعلق به دمیان کودریافتسف است که مالک تایمز مسکو نیز هست و پیش‌تر مدیر عامل کمرسانت بود.